# کریم ناروئی کینگی
چاه حسینی یا کریم ناروئی کینگی روستایی در دهستان بمپور غربی بخش کلاتان شهرستان بمپور استان سیستان و بلوچستان ایران است.

## جمعیت
بر پایه سرشماری عمومی نفوس و مسکن در سال ۱۳۹۵ جمعیت این روستا ۴۹ نفر (۱۱خانوار) بوده‌است.